# Trần Tiểu Xuân
Trần Tiểu Trân (tiếng Trung: 陳小臻, tiếng Anh: Chan Siu-tsun), thường được biết đến với nghệ danh Trần Tiểu Xuân (tiếng Trung: 陳小春, tiếng Anh: Jordan Chan Siu-chun, sinh ngày 8 tháng 7 năm 1967), là một nam diễn viên kiêm ca sĩ người Hồng Kông.

## Thân thế sự nghiệp
Anh sinh ra tại Huệ Châu, Quảng Đông. Năm 1985, sau khi tốt nghiệp Khoa Vũ đạo của đài truyền hình TVB, anh chính thức trở thành diễn viên múa. Sau đó anh được nhà quản lý Hứa Nguyện tuyển làm ca sĩ, cùng với Tạ Thiên Hoa và Chu Vĩnh Đường hợp thành nhóm nhạc Phong Hỏa Hải. Tuy không có ngoại hình bắt mắt, họ chinh phục được khán giả bằng những điệu múa điêu luyện và đẹp mắt. Tuy nhiên, Phong Hỏa Hải không tránh khỏi quy luật khắc nghiệt ở các nhóm nhạc, ban nhạc tan rã, các thành viên mỗi người 1 ngả.
Năm 1994, anh có bộ phim đầu tay Twenty Something. Trần Tiểu Xuân kể từ đó đã nhận được một số đề cử tại Giải thưởng Điện ảnh Hồng Kông: hai  đề cử cho vai diễn trong Kim chi ngọc diệp (1994) và một đề cử trong Heaven Can't Wait (1995) và Đội xung phong (Big Bullet, 1996). Với Người trong giang hồ năm 1996, Trần Tiểu Xuân khẳng định mình là trụ cột của bộ ba trong phim. Bộ phim này đã thành công rực rỡ, dẫn đến chín phần tiếp theo và phần phụ trước khi loạt phim kết thúc vào năm 2000. Năm 1998, TVB đã quyết định thực hiện lại bộ phim Lộc đỉnh Ký lần thứ hai và Trần Tiểu Xuân được mời đảm nhận vai chính Vi Tiểu Bảo, đến sau này khán giả vẫn hay nhắc về vai diễn xuất sắc này của anh. Năm 2005, Trần Tiểu Xuân đóng vai chính cùng Châu Kiệt Luân với vai Kyoichi Sudo trong phim Khúc cua quyết định.
Về mặt âm nhạc, Trần Tiểu Xuân được biết như là người mang hương vị Hip hop đến cho Nhạc đàn Hồng Kông Cantopop. Với những bài hát phát hành vào khoảng năm 2002, anh ấy đã rap và thêm nhịp điệu Hip hop vào âm nhạc của mình. Phong cách Hip hop đã mang đến cho anh ấy những fan hâm mộ mới, dù rằng một số người hâm mộ Hồng Kông đã buộc tội anh ấy là hành động "đen". Anh ấy tiếp tục kết hợp R&B và Hip hop vào âm nhạc của mình ngày nay.
Trần Tiểu Xuân đã thêm một số câu thoại tiếng Khách Gia trong một số tác phẩm của anh ấy. Anh ấy là ca sĩ đầu tiên đưa câu hát tiếng Khách Gia vào một bài hát tiếng Quan Thoại, "Heartless You" (算 你 恨) năm 2003.
Ở tuổi 54, Trần Tiểu Xuân đắt show thực tế, quảng cáo. Chương trình "Anh trai vượt mọi chông gai" mà anh tham gia cùng 30 nghệ sĩ nam khác như Trương Trí Lâm, Triệu Văn Trác, Tạ Thiên Hoa, Lâm Hiểu Phong, Lương Hán Văn,... Mango TV (Trung Quốc) từ tháng 8/2021. Nhờ được khán giả hưởng ứng lớn, năm tài tử tiếp tục ghi hình show thực tế mới, đắt show quảng cáo, sự kiện.

## Đời tư
Trần Tiểu Xuân kết hôn với nữ diễn viên Ứng Thể Nhi (Cherrie Ying) vào Ngày lễ tình nhân, 14 tháng 2 năm 2010, tại Little White Wedding Chapel ở Las Vegas. Năm 2013, cặp đôi có đứa con trai đầu lòng, tên là Jasper (hay Tiểu Xuân Tử). Trần Tiểu Xuân và Jasper từng tham gia truyền hình Bố ơi mình đi đâu thế? mùa 5. Năm 2020, Trần Tiểu Xuân chào đón đứa con thứ 2.

## Giải thưởng
- Năm 1994: Giải nhất nhóm nhạc triển vọng (nhóm Phong Hỏa Hải - Đài truyền hình Thương Nghiệp; Giải 3 nhóm nhạc triển vọng - Ca khúc thịnh hành do JVC Hồng Kông tổ chức.
- Năm 1997: Giải 3 giọng ca triển vọng - Đài truyền hình Thương Nghiệp; Ca sĩ triển vọng Hải ngoại - Liên hoan ca nhạc Động cảm 321 âm nhạc.

## Danh sách phim
| Năm  | Tên Phim                                       | Giải thưởng |
| ---- | ---------------------------------------------- | --- |
| 1994 | Whatever You Want                              | |
| 1994 | Twenty Something                               | Giải thưởng Điện ảnh Hồng Kông cho Nam diễn viên phụ xuất sắc nhất Để cử - Giải thưởng Điện ảnh Hồng Kông cho phim xuất sắc         |
| 1994 | In the Heat of Summer                          | |
| 1994 | Kim chi ngọc diệp                              | Đề cử - Giải thưởng Điện ảnh Hồng Kông cho Nam diễn viên phụ xuất sắc nhất Đề cử - Giải thưởng Điện ảnh Hồng Kông cho phim xuất sắc |
| 1995 | Heaven Can't Wait                              | Đề cử - Giải thưởng Điện ảnh Hồng Kông cho phim xuất sắc                                                                            |
| 1995 | 01:00 A.M.                                     | |
| 1995 | The Age of Miracles                            | |
| 1995 | Happy Hour                                     | |
| 1995 | Fox Hunter                                     | |
| 1995 | Doctor Mack                                    | |
| 1996 | Tonight Nobody Goes Home                       | |
| 1996 | Those Were The Days                            | |
| 1996 | Người trong giang hồ 3                         | |
| 1996 | War of the Underworld                          | |
| 1996 | Người trong giang hồ 2                         | |
| 1996 | 02:00 A.M.                                     | |
| 1996 | Lost and Found                                 | |
| 1996 | Queer Story                                    | |
| 1996 | Người trong giang hồ                           | |
| 1996 | Growing Up                                     | |
| 1996 | Big Bullet                                     | Để cử - Giải thưởng Điện ảnh Hồng Kông cho phim xuất sắc                                                                            |
| 1996 | Who's the Woman, Who's the Man                 | |
| 1997 | 03:00 A.M.                                     | |
| 1997 | Kitchen                                        | |
| 1997 | We're No Bad Guys                              | |
| 1997 | Alexander                                      | |
| 1997 | A Chinese Ghost Story: The Tsui Hark Animation | |
| 1997 | The Legend of God of Gamblers                  | |
| 1997 | The Wedding Days                               | |
| 1997 | Downtown Torpedoes                             | |
| 1997 | Người trong giang hồ 4                         | |
| 1998 | Hot War                                        | |
| 1998 | Enter The Eagles                               | |
| 1998 | Bio Zombie                                     | |
| 1998 | Lộc đỉnh ký                                    | |
| 2000 | Flyin' Dance                                   | |
| 2000 | Vampire Hunter D                               | |
| 2000 | Born To Be King                                | |
| 2000 | Those Were The Days                            | |
| 2000 | Dial D for Demons                              | |
| 2000 | Killer                                         | |
| 2000 | Help!!                                         | |
| 2000 | Skyline Raiders                                | |
| 2002 | The Wall                                       | |
| 2002 | The Irresistible Piggies                       | |
| 2002 | Tình Anh Em                                    | |
| 2002 | Sleeping With the Dead                         | |
| 2002 | The Haunted Office                             | |
| 2002 | The Cheaters                                   | |
| 2003 | The Spy Dad                                    | |
| 2003 | Men Suddenly in Black                          | |
| 2003 | Colour of the Truth                            | |
| 2003 | Diva - Ah Hey                                  | |
| 2004 | Escape from Hong Kong Island                   | |
| 2004 | Throw Down                                     | |
| 2004 | Herbal Tea                                     | |
| 2004 | Fantasia                                       | |
| 2005 | Khúc cua quyết định                            | |
| 2006 | Wo Hu                                          | |
| 2006 | Men Suddenly in Black 2                        | |
| 2006 | Lethal Angels                                  | |
| 2006 | Bet to Basic                                   | |
| 2006 | The Shopaholics                                | |
| 2007 | Lethal Angels 2                                | |
| 2007 | Who's Next                                     | |
| 2007 | Hoắc Nguyên Giáp                               | |
| 2007 | Thiên Lý Công Đường                            | |
| 2008 | Kung Fu Hip Hop                                | |
| 2008 | Thế Lực Đen Tối                                | |
| 2008 | Tinh Võ Môn                                    | |
| 2009 | Midnight Taxi                                  | |
| 2010 | Một Lần Làm Găng Tơ                            | |
| 2011 | Mysterious Island                              | |
| 2011 | Truy Tìm Viên Ngọc Rồng                        | |
| 2011 | Hồng Môn Yến                                   | |
| 2012 | Dark Wedding                                   | |
| 2012 | Rhapsody of BMW                                | |
| 2013 | Diệp Vấn: Trận Chiến Cuối Cùng                 | |
| 2014 | Quý Ông May Mắn                                | |
| 2015 | Sự Sai Lầm Chính Đáng                          | |
| 2016 | Tam Đại Tặc Vương                              | |
| 2016 | Hình Cảnh Huynh Đệ                             | |
| 2016 | Fooling Around Jiang Hu                        | |

## Chương trình khác
- 2014 Cuộc đua kỳ thú phiên bản Trung Quốc - Mùa 1
- 2016 Beat the Champions - Mùa 1 (Tập 7)
- 2016 Ngày chủ nhật tươi mới (Tập 10)
- 2017 Bố ơi mình đi đâu thế? - Mùa 5
- 2019 Cùng nhau xuất phát! / Let's go
- 2020 Bài hát của chúng ta mùa 2 / Our songs 2
- 2021 Anh trai vượt mọi chông gai / Call me by fire
- 2021 Định nghĩa / Definition (Tập 5, 6)

## Albums
- Big Event (1997)
- Love Wife (1998)
- Everyone Loves Jordan Chan (1998)
- Picture Book (1999)
- Mega Star Jordan Chan (1999)
- Top Boyfriend (2000)
- Amazing Ending Complication  (2000)
- Embrace (2001)
- Heartbroken King EP (2002)
- That's Mine (2002)
- Heartless You (2003)
- Night Life New Songs +Compilation (2003)
- Black Hole (2004)
- Compete (2006)
- Sing Jordan 10 Years New Songs + Compilation (2006)
- Exclusive Memory (2008)
- Anh Hùng Trần Chân (2012)